# پیز لاسچادورلا
پیز لاسچادورلا (به لاتین: Piz Laschadurella) یک کوه در سوئیس است که در کانتون گراوبوندن واقع شده‌است. پیز لاسچادورلا ۳٬۰۴۶ متر بالاتر از سطح دریا واقع شده‌است.